# Remi Wolf
Remi Francis Wolf (Palo Alto, 2 de fevereiro de 1996) é uma cantora e compositora americana da Califórnia. No último ano da Palo Alto High School, ela apareceu como concorrente no American Idol em 2014. Após finalizar seus estudos pela escola de música USC Thornton em 2018, a cantora lançou seu EP de estreia, You're A Dog!, em outubro de 2019. Em junho de 2020, Wolf lançou seu segundo EP com um impacto comercial maior, chamado I'm Allergic To Dogs! pela Island Records e Virgin EMI Records, seguido por seu álbum de estreia, Juno, em outubro de 2021.

## Vida pregressa
Remi Francis Wolf nasceu em Palo Alto, Califórnia no dia 2 de Fevereiro de 1996. Sua mãe possui origem da Sicília e seu pai possui origens da Rússia. Aos 8 anos de idade, Remi demonstrou interesse em esqui profissional e representou os Estados Unidos nos Jogos Olímpicos da Juventude por dois anos consecutivos. Aos 17 anos ela se mudou para Los Angeles, onde ela estudou na Escola de Música USC Thornton, se formando em 2018. Wolf apareceu como concorrente durante as rodadas de audição na décima terceira temporada do American Idol em 2014, mas sem qualquer demissão formal, não reapareceu mais tarde no programa.

## Carreira
Remi formou sua primeira banda ainda como adolescente com uma amiga e se comprometeu com a música em tempo integral aos 16 anos. Inicialmente ela desejava criar uma carreira apenas como compositora.
Remi conheceu o produtor Jared Soloman durante a faculdade. Eles criaram a canção "Guy," criando uma abertura para que Wolf começasse a trbalhar com o produtor Still Woozy e eventualmente uma parceria com a Apple para criar uma trilha sonora para um comercial do iPhone, que também gerou parcerias com Dominic Fike and Cautious Clay.
Ela fez sua estreia solo com o EP lançado por conta própria, You're A Dog!, em outubro de 2019. Wolf posteriormente lançou seu segundo EP e estreia em uma grande gravadora, I'm Allergic To Dogs! na Island Records e Virgin EMI Records em junho de 2020, seguido por seu primeiro álbum de estúdio, Juno, em outubro de 2021.
Musicalmente, Remi descreve suas canções como "funky soul pop" em termos de gênero. Em uma entrevista de 2021. Remi declara que ela quer "constantemente tentar inovar o som da música Pop" e "apagar as regras do Pop". O The New York Times escreveu que ela mudou o gênero "Pop de quarto" para "Explosões hipercoloridas". Ela prefere experimentar batidas alegres, sons não convencionais para produzir sons que conectam com suas experiências de vida. Ela recebe sua inspiração e amor através da música de diversos artistas como Still Woozy, SZA e John Mayer.
A cantora se apresentou no Brasil pela primeira vez em março de 2022 no festival Lollapalooza

## Vida pessoal
Abertamente bissexual,  a cantora vive em Los Angeles, Califórnia, desde 2014. Em junho de 2020, ela foi internada na reabilitação devido a problemas com vício em álcool. Ela afirma ter estado sóbria desde então, e que em casos passados ela frequentemente bebia a ponto de desmaiar, e embora ela pudesse facilmente funcionar na vida cotidiana, começou a brigar com familiares, amigos e colaboradores. Como forma de inspiração sobre este período de sua vida, a cantora lançou a canção "Liquor Store".

## Discografia

### Álbuns
- Juno (2021)

### EPs
- You're a Dog! (2019)
- I'm Allergic to Dogs! (2020)
- We Love Dogs! (2021)
- Live at Eletric Lady (2022)

### Créditos como compositora
| Ano  | Artista(s)           | Álbum          | Música              | Co-escrito com                                                     |
| ---- | -------------------- | -------------- | ------------------- | ------------------------------------------------------------------ |
| 2018 | Wallows              | Primavera - EP | "These Days"        | Braeden Lemasters, Dylan Minnette, Cole Preston, Julian McClanahan |
| 2020 | George Alice, Nasaya | ASA            | "Stuck In A Bubble" | George Alice, Théo Hoarau                                          |